# Yuri Kozhévnikov
Yury Pavlovich Kozhevnikov (translitera del cirílico Кожевников, Юрий Павлович, 1942 - 2002 ) fue un botánico y paleobotánico ruso. Fue un experimentado investigador en Georgia; publicando más de 200 trabajos científicos.

## Algunas publicaciones
- 1984. Историческая фитогеография чукотки (в двых частях) (Historia Fitogeográfica de Chukotka (en dos partes). Con А. Е. Bobrov. Editor Винити

- La abreviatura «Kozhevn.» se emplea para indicar a Yuri Kozhévnikov como autoridad en la descripción y clasificación científica de los vegetales.[2]